# Anlamani
Anlamani (uralkodói nevén Anhkaré) a Kusita Királyság egyik uralkodója, aki kb. i. e. 620–600 között uralkodott Napatában. Az egyiptomi fáraók mintájára teljes fáraói titulatúrát vett fel. Uralkodása alatt Kús hatalma növekedett. Anlamani elődje, Szenkamaniszken fia volt. Öccse, Aszpelta követte a trónon.

## Említései
Anlamani főként egy sztéléről ismert, melyet a szudáni Kawa templomában fedeztek fel. A sztéll beszámol anyja, Naszalsza kawai látogatásáról fia koronázása alkalmából, valamint arról, hogy Anlamani négy húgát kinevezte szisztrumjátékossá Ámon Gebel Barkal-i nagy templomában, valamint hadjáratot folytatott a Kawát fenyegető nomád törzsek ellen.
Gebel Barkalból előkerült a király két gránitszobra, Meroéból pedig egy kőtömb, melyen szerepel a neve. Az egyik szobor ma Kartúmban, a Szudáni Nemzeti Múzeumban található, a másik, négyméteres szobra a Bostoni Szépművészeti Múzeumban. Anlamani sírja Nuriban található, a Nu. 6 számú núbiai piramis. A vallásos szövegekkel díszített hatalmas sírkamrában szarkofág állt.
Fivére, Aszpelta uralkodása alatt, i. e. 592-ben az egyiptomi II. Pszammetik hadjáratot indított Kús ellen és kifosztotta Napatát.

## Neve
Anlamani titulatúrája:
- Hórusz: Kanaht Kaemmaat („Az erős bika, aki megjelenik az igazságban”)
- Nebti: Szanhibtaui („Aki életet ad a Két Földnek”)
- Arany Hórusz: Herihórmaat („Akit elégedetté tesz az igazság”)
- Prenomen: Anhkaré („Ré kája él”)
- Nomen: Anlamani

## Galéria

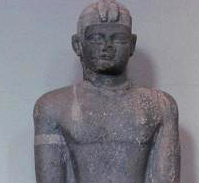
Anlamani szobra (London)
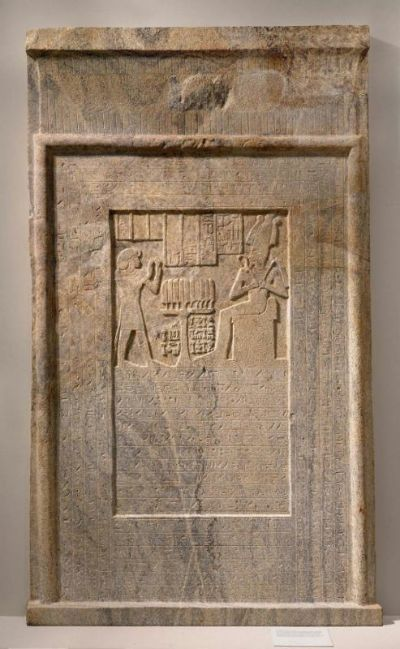
Anlamani sztéléje
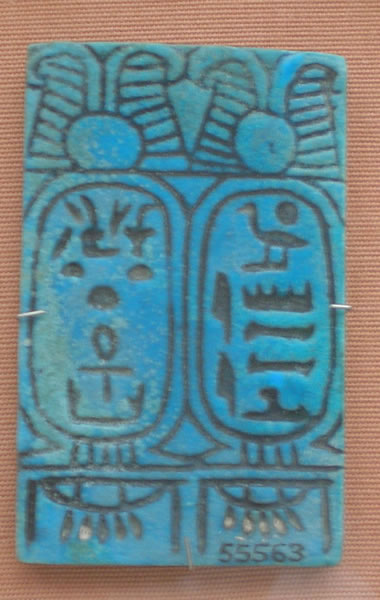
Anlamani kártusa
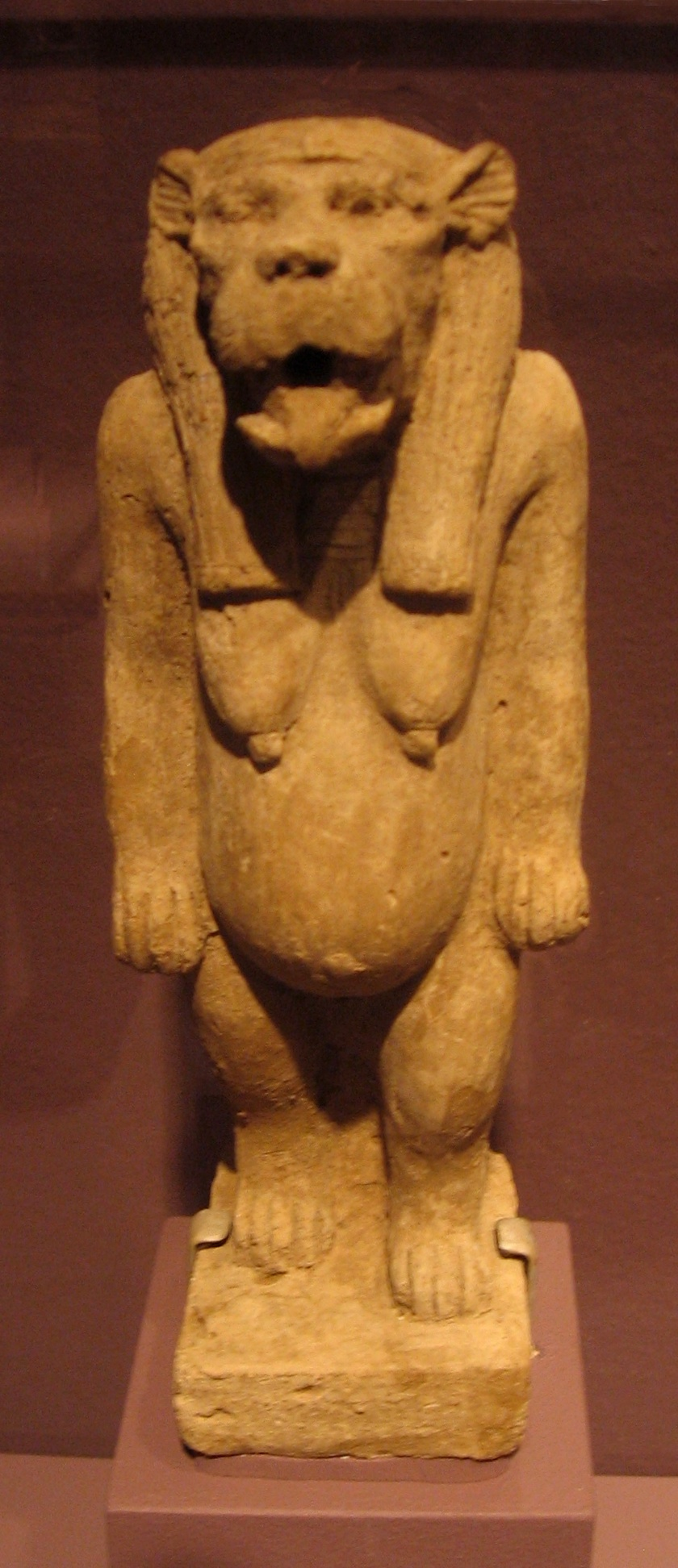
Taweret szobrocskája Anlamani idejéből

## Fordítás
- Ez a szócikk részben vagy egészben  az   Anlamani című angol Wikipédia-szócikk ezen változatának fordításán alapul.  Az eredeti cikk szerkesztőit annak laptörténete sorolja fel. Ez a jelzés csupán a megfogalmazás eredetét és a szerzői jogokat jelzi, nem szolgál a cikkben szereplő információk forrásmegjelöléseként.

## Külső hivatkozások
- Anlamani